# Castle of Illusion Starring Mickey Mouse
Castle of Illusion Starring Mickey Mouse es un videojuego de plataformas desarrollado por la compañía japonesa Sega y lanzado para Mega Drive en 1990 y Master System en 1991. Esa última versión se adaptó a Game Gear ese mismo año. En la historia, Minnie es secuestrada por la malvada bruja Mizrabel, y Mickey viaja al Castillo de las Ilusiones para rescatar a su amiga. Todas las versiones tienen un concepto similar, pero el diseño de los niveles y algunos elementos de la mecánica son diferentes.
El desarrollo ha sido liderado por la división americana de Sega, que había llegado a un acuerdo con Disney para utilizar a Mickey Mouse en títulos y anuncios para promocionar la consola Mega Drive, llamada Genesis en América. Todas las adaptaciones recibieron altas puntuaciones de la crítica. En primer lugar, fueron alabados por sus detallados gráficos, que, según los reseñantes, eran los mejores de la época. Es el primero de la saga Illusion, una serie de entregas unidos por la presencia de personajes de Disney como héroes y la palabra «Illusion» en el título. En 2013 se lanzó una nueva versión del videojuego.

## Trama
Mickey y Minnie pasan el tiempo en un prado de un lugar llamado Vera City, hasta que la malvada bruja Mizrabel, celosa de la belleza de Minnie, secuestra a la amiga de Mickey Mouse y la encarcela en su Castillo de las Ilusiones. El protagonista acude en su ayuda y a las puertas del lugar se encuentra con un anciano, el antiguo rey, que le cuenta que Mizrabel pretende robar la belleza de Minnie, y que para derrotarla es necesario recoger las siete Gemas del Arco Iris escondidas en las habitaciones. Finalmente, tras reunirlas todas, utiliza la magia de las gemas para construir un puente arco iris hasta la torre, donde derrota a Mizrabel y libera a Minnie.

## Sistema de juego
La versión para Mega Drive es un videojuego de plataformas en el que el jugador controla a Mickey Mouse, tiene que completar cinco niveles y recoger siete gemas, que se dan por derrotar a los jefes o se obtienen al completar la fase. Cada nivel es un mundo ilusorio en una de las habitaciones del castillo. Por ejemplo, la primera es un bosque, la segunda es uno de juguete, y así sucesivamente. Está dividido en escenarios, y en la última hay una batalla contra uno. A medida que avanza, se encuentra con diversos enemigos, hechos, como los jefes, con el estilo general de la zona. Puede derrotarlos al saltar desde arriba, así como lanzar manzanas o bolas que puede recoger. Además, el usuario puede encontrar potenciadores que reponen la salud del personaje, vidas extra y diamantes que dan puntos extra. Al destruir a un rival saltando, Mickey es capaz de rebotar en lo alto, lo que puede utilizarse para acceder a los secretos. Al final, la propia Mizrabel aparece como jefe final.
Las adaptaciones pra Master System y Game Gear también son videojuego de plataformas, en el que maneja a Mickey para completar seis niveles y encontrar siete gemas. La mayoría tienen el mismo tema que en Mega Drive, pero difieren en el diseño, los jefes y los enemigos. Al principio, se encuentra en la sala de un castillo con tres puertas cerradas, cada una de las cuales corresponde a una de las tres primeras fases. Se puede elegir en qué orden pasar por ellas. Tras superar los tres primeros, aparecen dos más en la primera planta. Cuando Mickey reúne todas las gemas arco iris, es enviado a la Torre Mizrabel. Se utiliza un salto para luchar contra los enemigos. Tiene una mecánicas de interacción con bloques que se puede coger, llevar o lanzar a los rivales. En algunos lugares hay puertas cerradas que hay que abrir con una llave escondida. Las bonificaciones incluyen vidas extra, recargas de salud y monedas que te dan puntos extra.

## Desarrollo
En los primeros días de su lanzamiento en Norteamérica, la Mega Drive, —llamado Genesis allí—, tenía pocos seguidores en el mercado de los sistemas de juegos domésticos. Para competir con Nintendo, que acaparaba el negocio, la filial norteamericana de Sega, Sega of America, con su presidente Michael Katz, decidió utilizar personajes y personalidades famosos de la cultura pop estadounidense en la publicidad. Así, obtuvo los derechos para utilizar las imágenes de Michael Jackson, Joe Montana, Tommy Lasorda, James Douglas y Dick Tracy en videojuegos y promoción. Mickey Mouse también se incluyó en la lista de licencias obtenidas, pero conseguir los derechos sobre este no fue fácil. Disney es conocida por su estricta política de propiedad intelectual. Por ejemplo, ha presionado en repetidas ocasiones para que se modifiquen las leyes en EE. UU., insistiendo en aumentar el plazo de retención de los mismos, algo que consiguió en 1998. Por este motivo, Sega necesitaba garantizar el cuidadoso manejo de su imagen por parte de Disney, así como demostrar la viabilidad de la videoconsola en el mercado estadounidense. Al final, la empresa logró obtener una licencia gracias a las negociaciones en las que participaron Michael Katz y el director de mercadotecnia Al Nilsen.
Tras adquirir los derechos necesarios, Sega encargó el desarrollo a la diseñadora Emiko Yamamoto, que aparece en los créditos como Emirin. Esto se debió a la política general de los editores de la época, que creían que ocultar los nombres reales de los programadores ahorraría a las compañías la rotación de personal a la competencia. Para Emiko, ésta era su primera experiencia a gran escala en el diseño. Ella y el equipo decidieron no centrarlo en Mickey Mouse, sino explorar el mundo ficticio de Disney. Para inspirarse, recurrieron a los dibujos animados clásicos del estudio. Así, el jefe del nivel final está inspirado en Willie el Gigante de Fun and Fancy Free. La bruja Mizrabel en su forma original se parece a la Reina Grimhilde de Snow White and the Seven Dwarfs cuando se hacía pasar por una anciana, y su forma en el final se parece a Maléfica. Sin embargo, su apelativo no tiene nada que ver con la empresa. Está tomado del título de Los miserables, un musical muy popular en el período en que se realizó el videojuego.
Los productores también intentaron imitar el estilo de las caricaturas de Disney, lo que requería un gran número de fotogramas de animación y acabó por afectar al diseño de las fases. Por ejemplo, al crear una expresión suave de Mickey saltando, resultó que este número de cuadros aumentaba la distancia del brinco, y los desarrolladores tuvieron que rediseñar los escenarios para tener en cuenta este cambio. Añadieron una animación floja, algo inusual para la época. Si el jugador deja de controlar al personaje, éste empieza a sonreír ampliamente y a balancearse en distintas direcciones. Si está en el borde de la plataforma cuando se encuentra inactivo, empieza a perder el equilibrio. El grupo mostró versiones preliminares de estas al director artístico Takashi Yuda, que quedó tan impresionado que aceptó añadirlas. Como resultado, las expresiones de pérdida de equilibrio se convirtieron en una marca registrada del título y en características de la Genesis. Gracias a ello, Sonic también obtuvo una de inactividad: que pisa con impaciencia. Al saturar la entrega con expresiones adicionales, los realizadores de Castle of Illusion se toparon con los límites de la VRAM de la consola. Por ello, Takashi y los artistas tuvieron que colaborar estrechamente con los programadores para ajustarse a las limitaciones.
Disney se preocupaba por el destino de su personaje, por lo que Sega Japón tuvo que consultar al productor Stephen Butler y al senior de Sega of America Jim Huether durante todo el proceso de desarrollo, y escuchar sus consejos y opiniones. También se encargó a Emiko Yamamoto la dirección y el diseño de la adaptación para Master System. Sin embargo, se decidió no portar el juego, sino replantear por completo su concepto, teniendo en cuenta las capacidades de la videoconsola de 8 bits. Esta ya se había adaptado a Game Gear.

## Lanzamiento
La versión para Mega Drive fue lanzada por Sega el 21 de noviembre de 1990 en Japón bajo el título I Love Mickey Mouse: Fushigi no Oshiro Daibōken (アイラブミッキーマウス ふしぎのお城大冒険, Ai Rabu Mikkī Mausu: Fushigi no Oshiro Daibōken I Love Mickey Mouse: Mysterious Castle Great Adventure?), convirtiéndose en el primer juego para esa plataforma que presentaba al personaje de Disney Studios. En diciembre del mismo año, se estrenó en Norteamérica, y en marzo de 1991, Virgin Games lo publicó en Europa. Ese mismo año, Tectoy lo lanzó en Brasil. Las ediciones extranjeras se llamaron Castle of Illusion Starring Mickey Mouse. En 1996, salió a la venta en Europa el cartucho recopilatorio The Disney Collection con los títulos Castle of Illusion y QuackShot. El 15 de octubre de 1998, se estrenó en el mismo disco que QuackShot para la Sega Saturn bajo el nombre Sega Ages I Love Mickey Mouse: Fushigi no Oshiro Daibouken/I Love Donald Duck: Guruzia Ou no Hihou (アイラブ ミッキーマウス ふしぎのお城 大冒険 ／ アイラブ ドナルドダック グルジア王の秘宝?). El 15 de abril de 2014, estuvo disponible en Norteamérica para PlayStation 3 al adquirirse a través de PlayStation Store como parte del paquete Castle of Illusion: Sega Genesis Bundle, compuesto por el juego original de Mega Drive y su remake de 2013. Sin embargo, los clientes que reservaron el remake entre el 20 de agosto y el 2 de septiembre de 2013 recibieron una versión descargable de Genesis inmediatamente después de realizar el pedido.
La adaptación para Master System salió a la venta en febrero de 1991 en Norteamérica y Europa bajo los sellos Sega y Virgin Games respectivamente. Para América, es uno de los últimos videojuegos publicados para la consola. Ese mismo año debutó en Brasil por Tec Toy. La versión para Game Gear se lanzó en Japón el 21 de marzo de 1991 con el título Mickey Mouse no Castle Illusion (ミッキーマウスのキャッスル・イリュージョン, Mikkī Mausu no Kyassuru Irūjon Mickey Mouse's Castle Illusion?). En Norteamérica en junio y en Europa ese mismo año. Incluso antes del lanzamiento oficial, Sega of America se refería a él simplemente como Mickey Mouse en sus anuncios. Por ello, algunas publicaciones siguieron llamándolo así incluso después de su estrenó.

## Recepción
La versión de Mega Drive ha sido muy elogiada por la crítica, que se centró en los gráficos. Alabaron los detallados sprites, la fluidez de la animación y el desplazamiento de paralaje multinivel, que, según algunos, hacían que pareciera una película de animación. Unos años después de su estrenó, un redactor de la revista Mean Machines escribió que los visuales eran realmente los mejores para su consola, pero que al cabo de un tiempo, debido al aumento de los niveles de calidad en la industria, ya no destacaba mucho, sobre todo frente a su secuela World of Illusion. Además, destacó la sencillez de la mecánica, que los gráficos hacían más interesante. Los revisores también remarcaron la sencillez del sistema en el tiempo en que se lanzó, pero señalaron su variabilidad . Además, según el autor de Raze, es decepcionante frente a sus gráficos. La música y el sonido recibieron opiniones favorables, con la excepción del grito de Mickey cuando cae al abismo. A los escritores de GamePro y Sega-16 les pareció espeluznante y desentonaba con la atmósfera. Entertainment Weekly lo eligió como el número diecinueve de los mejores videojuegos disponibles en 1991, diciendo: «Perfecto para los jugadores más jóvenes, pero lo suficientemente desafiante como para satisfacer también a los adultos. Un Mickey magníficamente animado recorre tres mundos diferentes —Enchanted Forest, Toyland y Dessert Factory—para salvar a Minnie de la malvada bruja Mizrabel». Las reseñas de principios de la década de 2000 lo etiquetaron como una de las mejores entregas de plataformas para su videoconsola, con una mecánica poco complicada y poco intensa, pero variada, y unos visuales excelentes, que en general son los responsables de su interés. En 2017, GamesRadar+ lo situó en el puesto 35 de su lista de los cincuenta mejores juegos para la Mega Drive.
Tras su publicación, la adaptación para Master System fue aclamada por la crítica como uno de los mejores títulos de plataformas para su consola. Destacaron los excelentes gráficos, la buena banda sonora y el emocionante modo de juego. Entre sus ventajas enfatizaban las fases no lineales y una gran cantidad de habitaciones secretas. En las reseñas de la década de 2010, señalaron que los visuales eran superiores a los de otros videojuegos de 8 bits, pero destacaron el bajo nivel de dificultad. Un autor de Sega-16 se quejó de la molesta banda sonora debido al uso de melodías con un tono demasiado agudo.
La versión para Game Gear recibió tantos elogios como la original para Master System. Estuvo aclamado por su alta calidad de adaptación, en la que no se perdió nada, incluidos los gráficos. En 2017, Jeuxvideo.com lo clasificó como el segundo mejor de la consola en su lista de los diez mejores. Según los editores, es superior a la de Mega Drive debido a su diseño de escenarios más creativo.

## Legado
El juego es el primero de la saga Illusion, una serie de videojuegos unidos por la presencia de personajes de Disney como héroes y la palabra «Illusion» en el título. El siguiente es World of Illusion para Mega Drive. La secuela de la historia de Castle of Illusion, Epic Mickey: Mundo Misterioso se lanzó para Nintendo 3DS en 2012. En él también aparecen Mickey, Mizrabel y el castillo.
Castle of Illusion Starring Mickey Mouse, un remake de la versión de Mega Drive, salió a la venta en otoño de 2013 para consolas, PC y dispositivos móviles. Emiko Yamamoto que también participó en el desarrollo. Tras trabajar en el original, participó en la producción de QuackShot y World of Illusion, hasta que dejó Sega por Disney Interactive a mediados de los noventa. Desde entonces, la empresa ha hecho varios intentos de rehacer el título, cada vez consultando con Yamamoto. Finalmente, a Emiko le gustó el concepto presentado por Sega Studios Australia, y en 2011 se decidió hacer un remake.